# Glanidium leopardum
Glanidium leopardum is een straalvinnige vissensoort uit de familie van de houtmeervallen (Auchenipteridae). De wetenschappelijke naam van de soort is voor het eerst geldig gepubliceerd in 1961 door Hoedeman.